# Reverence (album)
Pour les articles homonymes, voir Révérence.
Albums de Richard Bona
Scenes from My Life
(1999) Munia: The Tale
(2003)
Reverence est le second album studio de Richard Bona sorti en 2001 sur le label Sony Music. On note sur le morceau Reverence (The Story Of A Miracle) la présence de Pat Metheny avec qui Richard Bona a beaucoup joué avant de se lancer dans sa carrière solo. Le second invité de marque sur l'album est le saxophoniste Michael Brecker sur le morceau Ngd'a Ndutu (Widow's Dance {Celebration Of A New Life}).

## Liste des morceaux
Toutes les chansons sont écrites et composées par Richard Bona, sauf mention contraire.
| 1.    | Invocation (A Prophecy)                                           | 2:06 |
| 2.    | Bisso Baba (Always together)                                      | 4:47 |
| 3.    | Suninga (When Will I Ever See You?)                               | 4:00 |
| 4.    | Ekwa Mwato (Affirmation Of The Spirit)                            | 4:58 |
| 5.    | Sweet Mary (Everyone Has A Choice)                                | 4:23 |
| 6.    | Reverence (The Story Of A Miracle)                                | 4:37 |
| 7.    | Te Misea (A Scream To Save The Planet)                            | 5:21 |
| 8.    | Muntula Moto (The Benediction Of A Long Life)                     | 4:06 |
| 9.    | Laka Mba (Plea For Forgiveness (With The Pride Of Lions))         | 4:47 |
| 10.   | Ngd'a Ndutu (Widow's Dance (Celebration Of A New Life))           | 4:12 |
| 11.   | Esoka (Trust Your Heart)                                          | 1:42 |
| 12.   | Mbanga Kumba (Two Cities, One Train) (Richard Bona/Gil Goldstein) | 2:52 |
| 47:51 |                                                                   |      |

## Musiciens
- Richard Bona - Chant, basse, basse picocolo, flûte, percussions, claviers, guitare électrique et acoustique
- James A. Hynes - Trompette
- Michael Eugene Davis - Trombone, arrangement des cuivres
- Aaron Heick - Saxophone alto & tenor
- Oz Noy - Guitare wah
- Etienne Stadwijk - Claviers, rhodes, piano acoustique
- Vinnie Colaiuta - Batterie
- Eriko Sato-Oel, Shmuel Katz - Violon
- Louise Schulman, David Cerutti - Alto
- Richard Locker, Maxime Neumann - Violoncelle
- Alan Cox - Flûte
- Sheryl Henze - Flûte basse
- John Moses - Clarinette basse
- Martin Kuuskman - Basson
- Grace Paradise - Harpe
- Ari Hoenig - Batterie
- Gil Goldstein - Orchestration, arrangement des cordes
- Edsel Gomes - Piano
- Luisito Quintero - Percussions
- Pat Metheny - Guitare acoustique
- George Whitty - Piano, claviers
- Michael Brecker - Saxophone tenor